# José María Souvirón
José María Souvirón Huelín (Málaga, 26 de octubre de 1904 - ibíd., 23 de agosto de 1973) fue un escritor, ensayista y crítico español.

## Biografía
Estudia el bachillerato con los jesuitas en el Colegio San Estanislao de Kostka, y Derecho en la Universidad de Granada. También siguió la carrera de Filosofía y Letras.
En 1923, en Málaga, funda con José María Hinojosa, Emilio Prados y Manuel Altolaguirre la revista literaria Ambos, que alcanza cuatro números. En sus preliminares se explica el título: "Ambos somos tú y yo lector". En la colección de Litoral publicó además su libro poético Conjunto (1928).
Fue muy amigo de Pablo Neruda, con quien trabajó en la revista Caballo Verde para la poesía, viviendo mucho tiempo fuera de España, en París, donde se encontró al llegar en 1931 con Manuel Altolaguirre y donde conoció a su futura esposa, y, desde el año 1941, en Chile, donde Souvirón fue catedrático de Literatura en la Universidad Católica de Chile y director de la Editorial Zig-Zag de Santiago.
Definitivamente en España desde 1953, trabajó en el Instituto de Cultura Hispánica de Madrid, en la que desempeñó la cátedra Ramiro de Maeztu y como subdirector de la revista Cuadernos Hispanoamericanos, con sus amigos los poetas Leopoldo Panero, Luis Rosales, que la dirigía, y José García Nieto, que era secretario. Escribe en revistas y periódicos, publica un curso de conferencias bajo el título de Compromiso y deserción (1959) y el ensayo Príncipe de este siglo: la literatura moderna y el demonio (1967). También es un activo escritor de poesía, en la que cultiva un cierto neorromanticismo.
Por edad podría situarse al poeta malagueño entre los más jóvenes de la Generación del 27, pero en realidad el verso de Souvirón alcanza su depurada madurez ente los años 41 y 47 y es la suya una poesía raspada por la angustia y la melancolía de los neogarcilasianos, de los poetas de la Generación del 36: Miguel Hernández, Dionisio Ridruejo, Germán Bleiberg, Luis Rosales, Luis Felipe Vivanco, Leopoldo Panero, etc. aunque tenga libros poéticos fechados en 1923 y 1928 como son Górgola (sic) y Conjunto, muy inserto en la estética de aquellos momentos. 
Empezó a novelar en 1935 con Rumor en la ciudad, aunque hay mucho de lírico en su prosa. Siguió con las narraciones de La luz no está lejos (1945) y de El viento en las ruinas (1946). Una novela corta es Isla para dos (1950). Autobiográfico es La danza y el llanto (Barcelona, 1952), donde el autor se evade a su juventud disconforme con el mundo y la sociedad. Parejo contraste entre ideal y realidad aparece en Cristo en Torremolinos de gran éxito de crítica. Su última novela fue Un hombre y dos mujeres (1964). Tradujo a K. Mansfield, Herman Melville y Guy de Maupassant. Otra celebrada traducción suya fue la novela Monsieur Ouine, de Georges Bernanos, llevada a cabo en 1945 para la Editorial Zig-Zag de Santiago de Chile.
Académico de la Real Academia de Bellas Artes de San Telmo y miembro honorario de la Academia Chilena de la Lengua. Poseía la Orden al Mérito de Chile y era comendador con placa de la Orden de Alfonso X el Sabio y comendador de la Orden de Isabel la Católica.
Falleció en Málaga, en agosto de 1973.

## Obras

### Poesía
- 1923: Górgola
- 1928: Conjunto
- 1932: Fuego a bordo (Chile)
- 1933: Plural belleza (Chile)
- 1937: Romances americanos
- 1937: Romances del alcázar
- 1942: Olvido apasionado (Chile)
- 1943: Del nuevo amor
- 1948: Señal de vida (Madrid)
- 1948: La ciudad y los días
- 1948: Tiempo favorable
- 1951: Adorados tormentos
- 1953: Canciones de la llegada
- 1957: Don Juan el loco
- 1961: El solitario y la tierra
- 1969: El desalojado
- 1973: Poesía entera 1923-1973 (Madrid, antología)

Como editor
- 1934: Antología de poetas españoles contemporáneos (1900-1933)

### Novelas
- 1935: Rumor en la ciudad
- 1945: La luz no está lejos
- 1946: El viento en las ruinas
- 1950: Isla para dos
- 1952: La danza y el llanto (Barcelona)
- 1963: Cristo en Torremolinos
- 1964: Un hombre y dos mujeres

### Ensayos
- 1959: Compromiso y deserción
- 1967: Príncipe de este siglo: la literatura moderna y el demonio

### Teatro
- 1955: La hora de la verdad (en colaboración con el dramaturgo chileno Camilo Pérez de Arce P.)

### Traducciones
- 1945: Monsieur Ouine (de Georges Bernanos)

Además tradujo a Katherine Mansfield, Herman Melville, Thomas Mann y Guy de Maupassant.